# Jean-Paul Vonderburg
Jean-Paul Vonderburg (31 de julho de 1964) é um ex-futebolista sueco que atuava como zagueiro.
Destacou-se atuando por Hammarby (onde iniciou sua carreira em 1985 e disputou 45 jogos, com 2 gols marcados) e Malmö, que o contratou em 1989 após o rebaixamento dos Bajen à segunda divisão nacional. Em 4 temporadas com a camisa dos Himmelsblått, Vonderburg atuou 64 vezes e fez 3 gols.[carece de fontes?]
Fora da Suécia, defendeu AGF Aarhus (Dinamarca) e Sanfrecce Hiroshima (Japão) entre 1992 e 1993, ficando sem jogar nenhuma partida oficial em 1994. Voltou aos gramados um ano depois, novamente vestindo a camisa do Hammarby, jogando 31 vezes e balançando as redes em 3 oportunidades em 2 temporadas, antes de sua aposentadoria definitiva, em 1997.[carece de fontes?]

## Seleção Sueca
Pela Seleção Sueca, o atacante estreou em fevereiro de 1990, na derrota por 2–1 para os Emirados Árabes, mas não integrou o elenco que caiu na primeira fase da Copa do Mundo realizada na Itália. Ainda jogaria mais 3 partidas pela equipe até 1991.

## Títulos
Malmö
- Campeonato Sueco: 2 (1986 e 1988)
- Copa da Suécia: 1 (1985–86 e 1988–89)

Hammarby
- Division 1: 1 (1997)